# Dicrostonyx unalascensis
Dicrostonyx unalascensis es una especie de roedor de la familia Cricetidae.

## Distribución geográfica
Se encuentra en dos islas, Umnak y Unalaska, en el archipiélago de las Aleutianas de Alaska en los Estados Unidos